# Haplochromis angustifrons
 Haplochromis angustifrons és una espècie de peix de la família dels cíclids i de l'ordre dels perciformes present als llacs Edward i George (Àfrica oriental).
Els mascles poden assolir els 9 cm de longitud total.